# Bayside, Texas
Bayside là một thị trấn thuộc quận Refugio, tiểu bang Texas, Hoa Kỳ. Năm 2010, dân số của thị trấn này là 325 người.

## Dân số
- Dân số năm 2000: 360 người.
- Dân số năm 2010: 325 người.